# Juan Andreu Almazán
Juan Isidro Andreu Almazán (Olinalá, Guerrero; 12 de mayo de 1891 - Ciudad de México, 9 de octubre de 1965) fue un empresario, militar y político mexicano. Fue candidato presidencial en las elecciones federales de 1940.

## Biografía
Andreu Almazán nació el 12 de mayo de 1891 en el municipio de Olinalá, estado de Guerrero. Su padre, Juan Andreu Pareja, era un modesto agricultor de ascendencia catalana; su madre se llamaba María Guillermina de Jesús Almazán Nava.[cita requerida]
Cuando Andreu Almazán tenía cinco años de edad su familia se mudó a Chiautla, y en 1905 la familia se trasladó a Puebla.[cita requerida]
En 1907, Andreu Almazán ingresó a la Escuela de Medicina de Puebla, donde empezó su militancia política contra la dictadura de Porfirio Díaz. Trabajó activamente por la candidatura presidencial de Francisco I. Madero, que pretendía impedir la reelección de Porfirio Díaz. Al comenzar la Revolución mexicana, se unió al bando revolucionario, abandonando sus estudios de medicina. Entabló amistad con Emiliano Zapata, y por eso pasó de ser maderista a ser enemigo del gobierno de Madero.[cita requerida]
Posteriormente, se unió a las fuerzas del presidente Victoriano Huerta (por lo que lo consideraron un traidor a la Revolución). Caído Huerta, luchó contra el presidente Venustiano Carranza al lado de Zapata (con quien se había reconciliado), después en el bando cardenista y finalmente de Pancho Villa.[cita requerida]
Terminada la Revolución, trabajó para diversos gobiernos revolucionarios. Entre otros cargos, fue secretario de Comunicaciones y Obras Públicas entre 1930 y 1931 en el gobierno de Pascual Ortiz Rubio.[cita requerida]

## Candidatura presidencial
A finales  de 1938 grupos de amigos y simpatizantes de Andreu Almazán empezaron a organizarse para convencerlo de postular su candidatura presidencial (según el testimonio del propio Andreu Almazán) aprovechando su gran popularidad; para aquel entonces Andreu Almazán era el jefe de Operaciones de la Zona Militar de Nuevo León, una de las más importantes del país ya que tenía bajo su mando a algunas de las unidades más poderosas del ejército. A comienzos de 1939 Andreu Almazán autorizó la formación de un Comité de Auscultación Pública para sondear las posibilidades reales de su candidatura, mientras crecía la inquietud en las filas de las fuerzas políticas oficialistas. 
En mayo de 1939 Andreu Almazán pidió su retiro del servicio activo del Ejército Mexicano y el 30 de junio de 1939 se hizo efectivo ese pase a retiro. El 25 de julio de 1939 Andreu Almazán presentó ante la opinión pública un documento postulándose como candidato a la Presidencia de la República en las elecciones del año siguiente. Para ello sus partidarios fundaron un partido llamado Partido Revolucionario de Unificación Nacional (PRUN); también recibió el apoyo de sectores del Partido Laborista Mexicano y del Partido Acción Nacional (PAN). Él era considerado el candidato de la derecha política contra el candidato del gobierno de Lázaro Cárdenas, el general Manuel Ávila Camacho; aunque Andreu Almazán decía en su campaña electoral que él representaba el ala progresista y liberal de la Revolución mexicana, enfrentada a lo que él llamaba la degeneración "comunazi" (por ser supuestamente una mezcla de nazismo y comunismo) de la misma por culpa de Cárdenas. Andreu Almazán prometía mantener las conquistas sociales de la Revolución, pero corrigiendo los excesos y evitando los extremismos. 

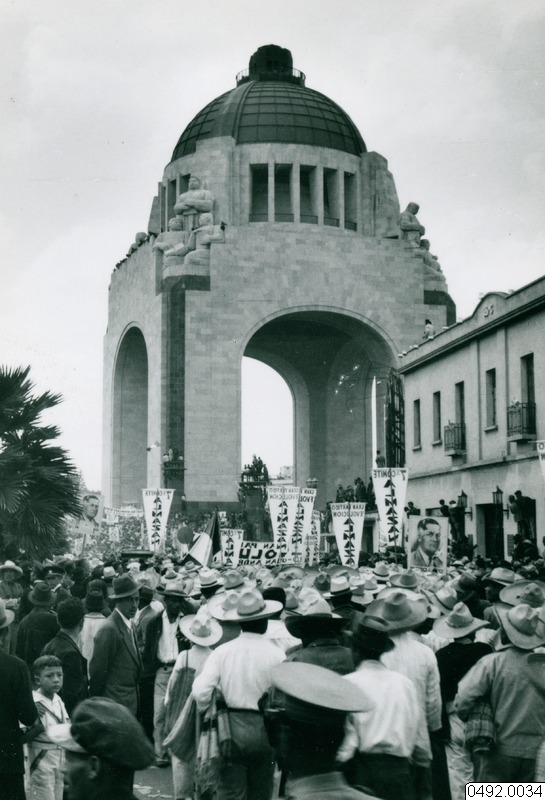
Manifestación a favor del candidato Almazan 1940

El 15 de agosto de 1940 el colegio electoral calificó las elecciones y declaró ganador a Ávila Camacho con 93.89% de los votos contra tan solo 5.72% para Andreu Almazán; inexplicablemente a Andreu Almazán sólo se le reconocían poco más de 150.000 sufragios populares, cuando en algunos mítines de su campaña electoral había logrado reunir a más de 200.000 personas.[cita requerida] Pero Andreu Almazán y sus partidarios rechazaron el fraude electoral, y comenzaron a prepararse para un levantamiento armado. Andreu Almazán mismo viajó a Cuba y después a Estados Unidos para entrevistarse con funcionarios de la administración del Presidente estadounidense Franklin D. Roosevelt  y sondear su posición frente a una eventual Revolución almazanista. Aunque el gobierno estadounidense no veía con buenos ojos las posiciones socialistas radicales de Cárdenas, también estaban molestos por la presunta amistad de Andreu Almazán con un General estadounidense retirado de apellido Mosley. Temiendo que Andreu Almazán se convirtiera en aliado de Hitler y de Japón, y confiando en que Ávila Camacho sería un aliado contra las potencias del Eje, los funcionarios americanos le dejaron claro que apoyarían decididamente a Cárdenas y su sucesor designado. Andreu Almazán pensó que no tendría oportunidad de triunfo contra Roosevelt y Cárdenas aliados, y que una guerra civil no sería conveniente; por eso finalmente desistió de la idea de sublevarse, para decepción de su gente, y esto permitió al futuro PRI consolidar su poder. 

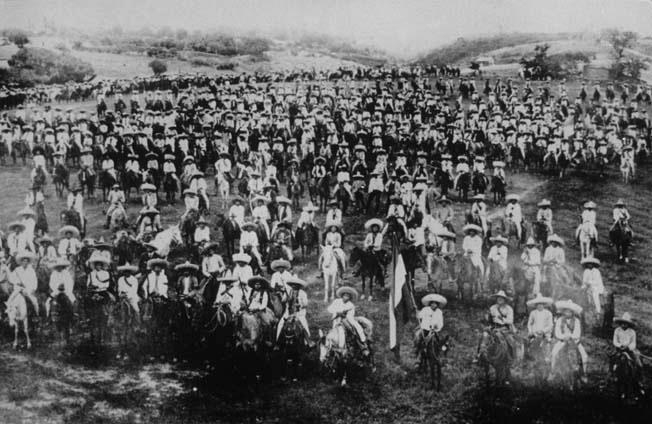
Fuerzas surianas.

Murió en 1965. Fue enterrado en el Panteón del Tepeyac de la  villa de Guadalupe. Sus descendientes actualmente viven en la Ciudad de México.